# Anselme de Chantemerle
Anselme de Chantemerle  (mort à Rennes le 31 août 1427) est un ecclésiastique qui fut évêque de Rennes de 1389 à 1427.

## Biographie
Anselme Ancel ou Ancelin de Chantemerle est issu d'une noble famille de Picardie. Il est nommé évêque le 1er octobre 1389 et recommandé par le pape Clément VII le 11 novembre. Il prend ses fonctions l'année suivante. Il devient chancelier de Bretagne sous le duc Jean IV de Bretagne et pendant la minorité de Jean V lorsqu'il rend l'hommage à Paris en 1404. Il est ensuite chargé de missions diplomatiques par ce duc. Il dote sa cathédrale d'un orgue qu'il fait améliorer en 1417. Il reçoit le pallium du pape Martin V et lorsqu'il meurt le 31 août 1427 après un épiscopat de près de 30 ans il est le doyen des évêques de l'archidiocèse de Tours. Il est inhumé le 1er septembre dans la chapelle Saint-Yves et Saint-Gicquel détruite en 1638. Ses restes sont transférés dans la cathédrale derrière le chœur.

## Armoiries
Le blason de l'évêque s'établissait ainsi : D'azur à bande d'argent, chargée de trois coquilles de gueules ou de sable (?).